# Odnarda
Odnarda is een geslacht van vlinders van de familie tandvlinders (Notodontidae).

## Soorten
- O. basistriga Moore, 1879
- O. nigropuncta Hampson, 1892
- O. subserena Kiriakoff, 1962